# Turistická značená trasa 9614
 Turistická značená trasa 9614 je 5,5 km dlouhá místní červeně značená trasa Klubu českých turistů v okrese Jeseník spojující Ramzovou s nejvyšším vrcholem Rychlebských hor Smrkem. Převažující směr trasy je severozápadní.

## Průběh trasy
Turistická trasa 9614 má svůj počátek u železniční zastávky v Ramzové. Z počátku vede v souběhu s červeně značenou trasou 0604 spojující Praděd s Králickým Sněžníkem. Z úvodního rozcestí je rovněž výchozí zeleně značená trasa 4802 na Obří skály. Souběh s trasou 0604 končí na okraji zástavby Ramzové, trasa 9614 poté prudce stoupá po lesní cestě na vrchol Klínu. Na konci hřbetu, který Klín tvoří, se cesta mění v pěšinu, klesá do sedla a poté opět stoupá na vrchol Smrku. Za vrcholem prochází zdejším vrchovištěm a končí na státní hranici s Polskem na rozcestí s výchozí modře značenou trasou 2217 do Malého Vrbna a s průchozími zeleně značenou trasou 4803 z Ostružné k Nýznerovským vodopádům a žlutě značenou trasou 7805 z Lázní Jeseník na Špičák.

## Turistické zajímavosti na trase
- Ramzovské sedlo
- Smrk - nejvyšší vrchol Rychlebských hor
- Rašeliniště na Smrku